# مزرعه پیر ویس‌آباد
مزرعه پیر ویس‌آباد یک منطقهٔ مسکونی در ایران است که در دهستان میان‌دربند واقع شده‌است.